# Star Trek DAC
Para ver otros usos de Star Trek, ver Star Trek (desambiguación).
Star Trek D·A·C es un videojuego basado en el universo Star Trek, desarrollado por Naked Sky Entertainment y Bad Robot Productions para Xbox 360, PlayStation 3 y Microsoft Windows. Salió a la venta el 13 de mayo de 2009.

## Jugabilidad
Star Trek D·A·C es un shooter en el que se enfrentan hasta 12 jugadores en línea, que pueden elegir jugar como la Federación o como Romulanos. Existe también la opción de juego individual.